# خواكين روبيو
خواكين روبيو (بالإسبانية: Joaquín Rubio Camín)‏ (و. 1929 – 2007 م) هو رسام، ونحات، ومصور إسباني، ولد في خيخون، توفي في خيخون، عن عمر يناهز 78 عاماً.